# Voleibol en los Juegos Panamericanos de 2023
El Voleibol en los Juegos Panamericanos de Santiago 2023 se desarrollará en el 2023.

## Sede
| Santiago                        |
| ------------------------------- |
| Parque Bicentenario (Cerrillos) |

## Sistema de clasificación

### Torneo masculino
| Método de clasificación                                | Fecha                         | Sede                                    | Plazas | Clasificado (s)             |
| ------------------------------------------------------ | ----------------------------- | --------------------------------------- | ------ | --------------------------- |
| Campeón del Torneo clasificatorio y País local         | 25 de septiembre de 2022      | Santiago · ( Chile)                     | 1      | Chile                       |
| Copa Panamericana de Voleibol Masculino 2021           | 3 - 9 de septiembre de 2021   | Santo Domingo · ( República Dominicana) | 1      | México                      |
| Voleibol en los Juegos Panamericanos Juveniles de 2021 | 26 - 30 de noviembre de 2021  | Cali · ( Colombia)                      | 2      | Brasil República Dominicana |
| Copa Panamericana de Voleibol Masculino de 2022        | 9 - 14 de agosto de 2022      | Quebec · ( Canadá)                      | 1      | Cuba                        |
| Clasificatorio Juegos Panamericanos 2023               | 20 - 25 de septiembre de 2022 | Santiago · ( Chile)                     | 2      | Argentina Colombia          |
| Copa Panamericana de Voleibol Masculino de 2023        | 15 - 20 de agosto de 2023     | Guadalajara · ( México)                 | 1      | Canadá                      |
| Total                                                  |                               |                                         |        |                             |

### Torneo femenino
| Método de clasificación                  | Fecha                    | Sede                  | Plazas | Clasificado (s)    |
| ---------------------------------------- | ------------------------ | --------------------- | ------ | ------------------ |
| País local                               | —                        | —                     | 1      | Chile              |
| Clasificatorio Juegos Panamericanos 2023 | 9 - 11 de agosto de 2022 | San Juan ( Argentina) | 5      | Argentina Colombia |
| Total                                    |                          |                       |        |                    |

## Resultados
| Evento    | Oro                  | Plata     | Bronce   |
| --------- | -------------------- | --------- | -------- |
| Masculino | Brasil               | Argentina | Colombia |
| Femenino  | República Dominicana | Brasil    | México   |